# Карл Річардс
Керролл Ллойд Річардс (англ. Carroll Lloyd Richards; нар. 12 січня 1960, Порт-Марія, Ямайка) — англійський та ямайський футболіст, нападник. У 1980-1990-х роках зіграв понад 150 матчів у Футбольній лізі Англії за 5 різних клубах.

## Життєпис
Футбольну кар'єру розпочав у нижчолігових клубах «Далвітч Гамлет» та «Енфілд»,а в 1986 році перейшов до «Борнмута». За два роки в клубі провів за «Вишень» 71 матч у чемпіонаті та відзначився 16-ма голами. У 1988 році підписав контракт з «Бірмінгем Сіті». За один сезон у Сент-Ендрюс провів 19 матчів у чемпіонаті та двічі відзначився голом. У 1989 році «Пітерборо Юнайтед» підписав контракт з Річардсом, за сезон, проведений у клубі, зіграв 20 матчів у чемпіонаті та відзначився 5-ма голами.
У 1990 році приєднався до «Блекпулу», який очолював Джиммі Маллен. Дебютував за команду 3 лютого в переможному (3:1) поєдинку проти Менсфілд Таун на Блумфілд-Роуд. У вище вказаному поєдинку відзначився 3-м голом у воротах команди-господарів. У сезоні 1989/90 років зіграв ще п’ятнадцять матчів у чемпіонаті, відзначився ще трьома голами (включаючи єдиний гол 20 березня у переможному поєдинку проти «Лейтон Орієнт»). Однак наприкінці сезону «Блекпул» опустився до Четвертого дивізіону, а Джиммі Маллена було звільнено.
На початку сезону 1990/91 років Маллена змінив Грем Карр. Річардс не виходив у стартовому складі в жодній із сімнадцяти матчів під керівництвом Карра в чемпіонаті, але зіграв по одному поєдинку у Кубку Ліги та Кубку Англії. Грема Карра звільнили наприкінці листопада, а його наступник, Біллі Ейр, зрештою надав Річардсу стартове місце разом із Дейвом Бамбером. У сезоні 1990/91 років провів 22 матчі в чемпіонаті та відзначився 4-ма голами. У 1991–1992 роках провів лише три матчі в чемпіонаті, коли «Блекпул» повернувся до третього дивізіон англійського футболу через плей-оф наприкінці сезону.
Річардс залишив «Блекпул», щоб наприкінці кар'єри грати за нижчолігові «Енфілд» та «Бромлі».